# HD 21447
HD 21447，又名BD+54 684，SAO 24064、HR 1046，是一颗恒星，视星等为5.09，位于銀經144.14，銀緯-0.75，其B1900.0坐标为赤經3h 22m 22.4s，赤緯+55° -0.75′ 21″。